# ناوکالپان د خوارز، استادو د مخیکو
ناوکالپان د خوارز (به اسپانیایی: Naucalpan de Juárez) از شهرهای کشور مکزیک است که در ایالت استادو د مخیکو قرار دارد و جمعیت آن طبق سرشماری سال ۲۰۱۰ میلادی ۸۳۳٬۷۷۹ نفر بوده است.